# تسله
تسله (به آلمانی: Celle) یک شهر در آلمان است که در نیدرزاکسن واقع شده‌است.

## خصوصیات
سله ۱۷۶٫۰۱ کیلومترمربع مساحت دارد ۴۰ متر بالاتر از سطح دریا واقع شده‌است.

## خواهرخوانده
شهرهای کوئدلیندبورگ، Kwidzyn، چله لیگور، هامنلینا، Holbæk، سومی، مودون، تاویستوک، دوون، تیومن، تالسا، اوکلاهوما و Mazkeret Batya خواهرخوانده‌های سله هستند.

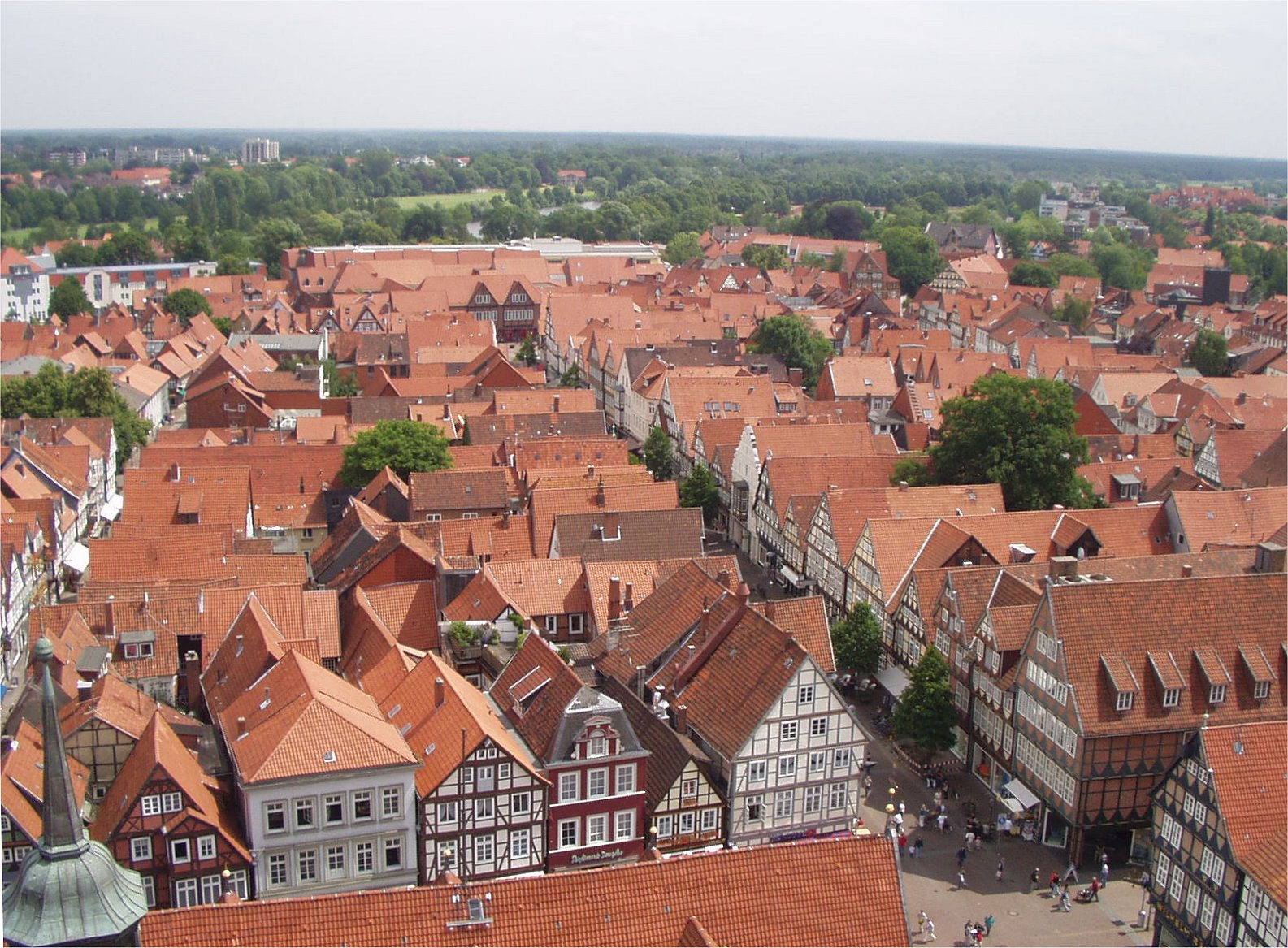
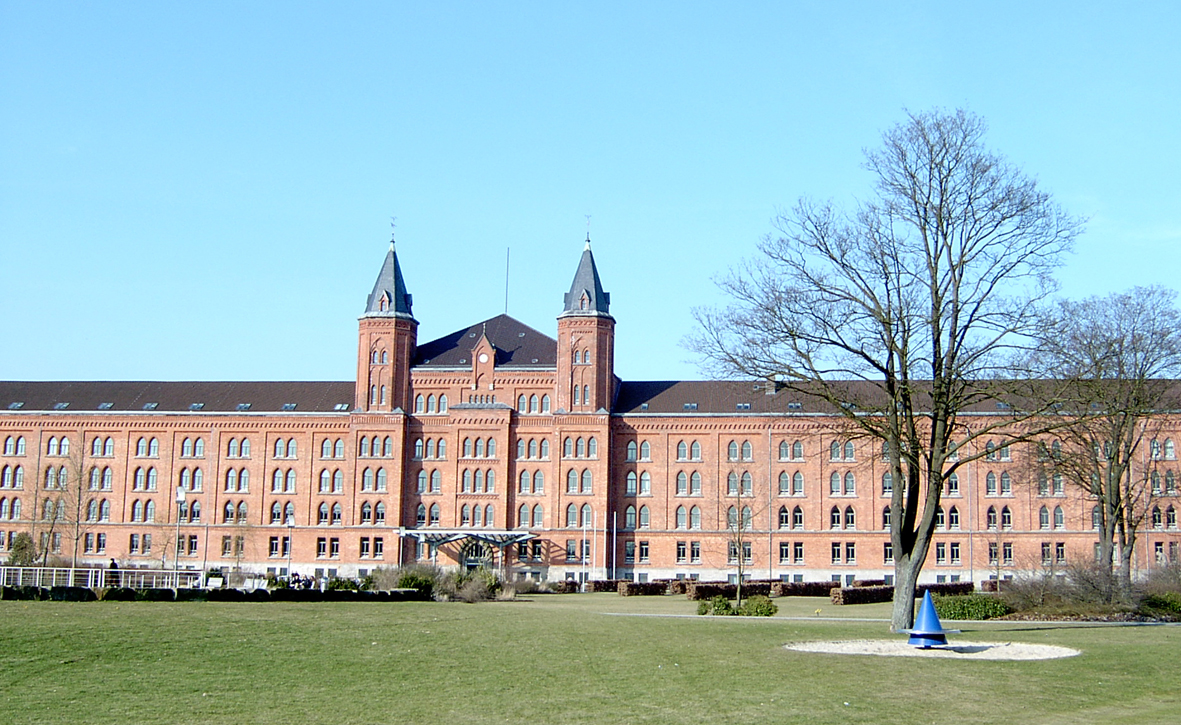
ساختمان جدید شهرداری
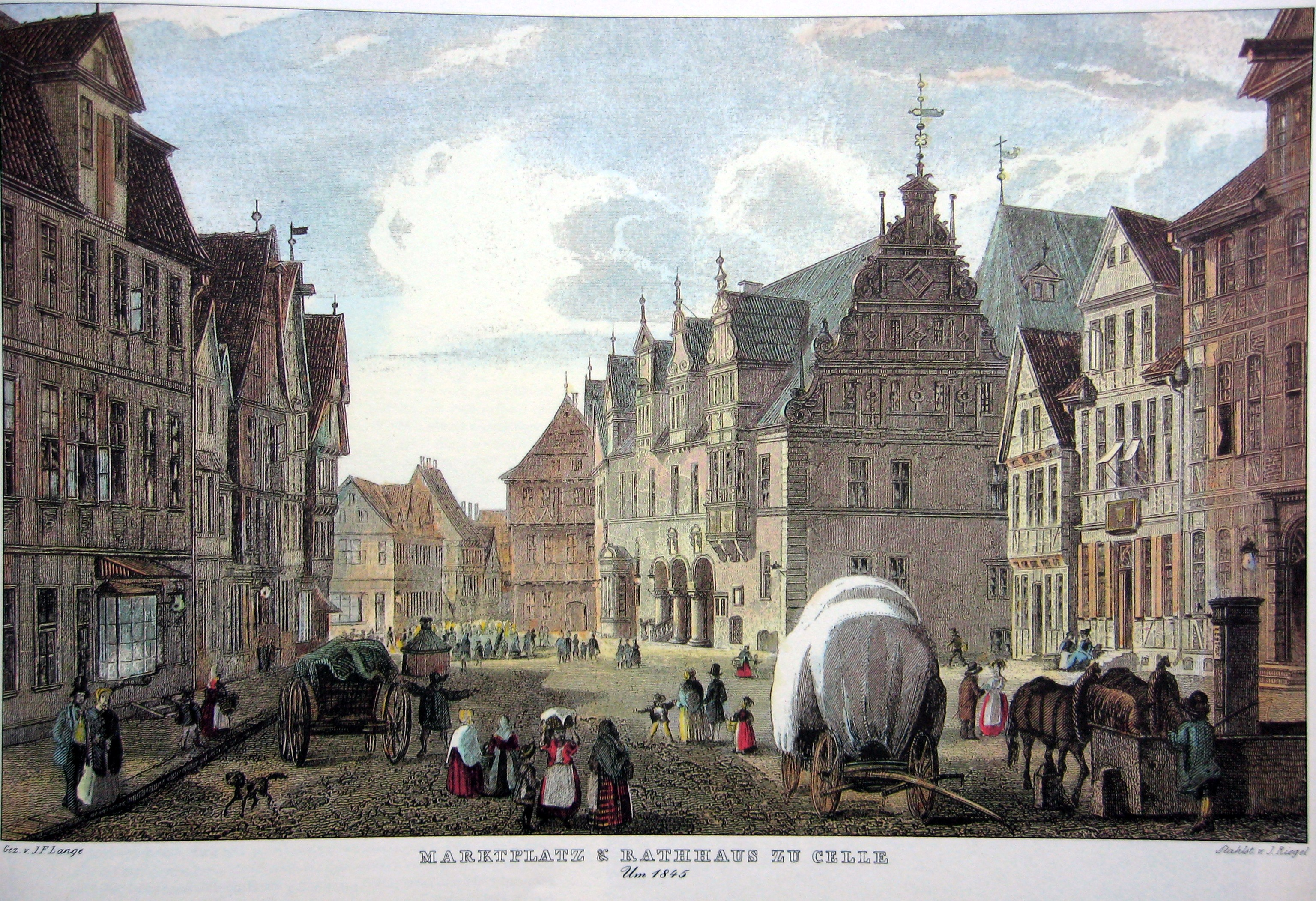
تصویری از بازار شهر در سال 185 میلادی